# Пероксодисерная кислота
Пероксодисерная кислота — неорганическое соединение, двухосновная кислота с формулой H2S2O8 (по номенклатуре ИЮПАК H2S2O6(O2)), белое, очень гигроскопичное вещество, устойчиво в концентрированном водном растворе, разлагается в разбавленном.

## Получение
- Электролиз холодной концентрированной серной кислоты:

{\displaystyle {\mathsf {2H_{2}SO_{4}\ {\xrightarrow {e^{-},0^{o}C}}\ H_{2}S_{2}O_{8}+H_{2}\uparrow }}}
- Действие хлорсульфоновой кислоты на пероксомоносерную кислоту:

{\displaystyle {\mathsf {H_{2}SO_{5}+HSO_{3}Cl\ {\xrightarrow {}}\ H_{2}S_{2}O_{8}+HCl}}}
- Растворение пероксодисульфата калия в концентрированной серной кислоте:

{\displaystyle {\mathsf {K_{2}S_{2}O_{8}+2H_{2}SO_{4}\ {\xrightarrow {0^{o}C}}\ H_{2}S_{2}O_{8}+2KHSO_{4}}}}

## Физические свойства
Пероксодисерная кислота — белое, очень гигроскопичное вещество, устойчиво в концентрированном водном растворе, разлагается в разбавленном.
Растворимо в этаноле, диэтиловом эфире, серной кислоте.

## Химические свойства
- Разлагается при нагревании выше температуры плавления:

{\displaystyle {\mathsf {2H_{2}S_{2}O_{8}\ {\xrightarrow {65^{o}C}}\ 2H_{2}SO_{4}+2SO_{3}+O_{2}}}}
- В разбавленных водных растворах разлагается:

{\displaystyle {\mathsf {H_{2}S_{2}O_{8}+H_{2}O\ {\xrightarrow {0^{o}C}}\ H_{2}SO_{5}+H_{2}SO_{4}}}}
{\displaystyle {\mathsf {H_{2}S_{2}O_{8}+2H_{2}O\ {\xrightarrow {20-25^{o}C}}\ 2H_{2}SO_{4}+H_{2}O_{2}}}}
- Реагирует с щелочами (на холоде образуются соли — пероксосульфаты):

{\displaystyle {\mathsf {2H_{2}S_{2}O_{8}+4NaOH\ {\xrightarrow {0^{o}C}}\ Na_{2}S_{2}O_{8}+NaHSO_{5}+NaHSO_{4}+3H_{2}O}}}
{\displaystyle {\mathsf {2H_{2}S_{2}O_{8}+8NaOH\ {\xrightarrow {80^{o}C}}\ 4Na_{2}SO_{4}+O_{2}\uparrow +6H_{2}O}}}
- Является сильным окислителем, медленно окисляет аммиак:

{\displaystyle {\mathsf {3H_{2}S_{2}O_{8}+14NH_{3}\ {\xrightarrow {}}\ 6(NH_{4})_{2}SO_{4}+N_{2}\uparrow }}}
- Окисляет серебро до трёхвалентного состояния:

{\displaystyle {\mathsf {H_{2}S_{2}O_{8}+2AgNO_{3}+2H_{2}O\ {\xrightarrow {}}\ Ag^{I}Ag^{III}O_{2}\downarrow +2H_{2}SO_{4}+2HNO_{3}}}}